# Hatsue Yamada

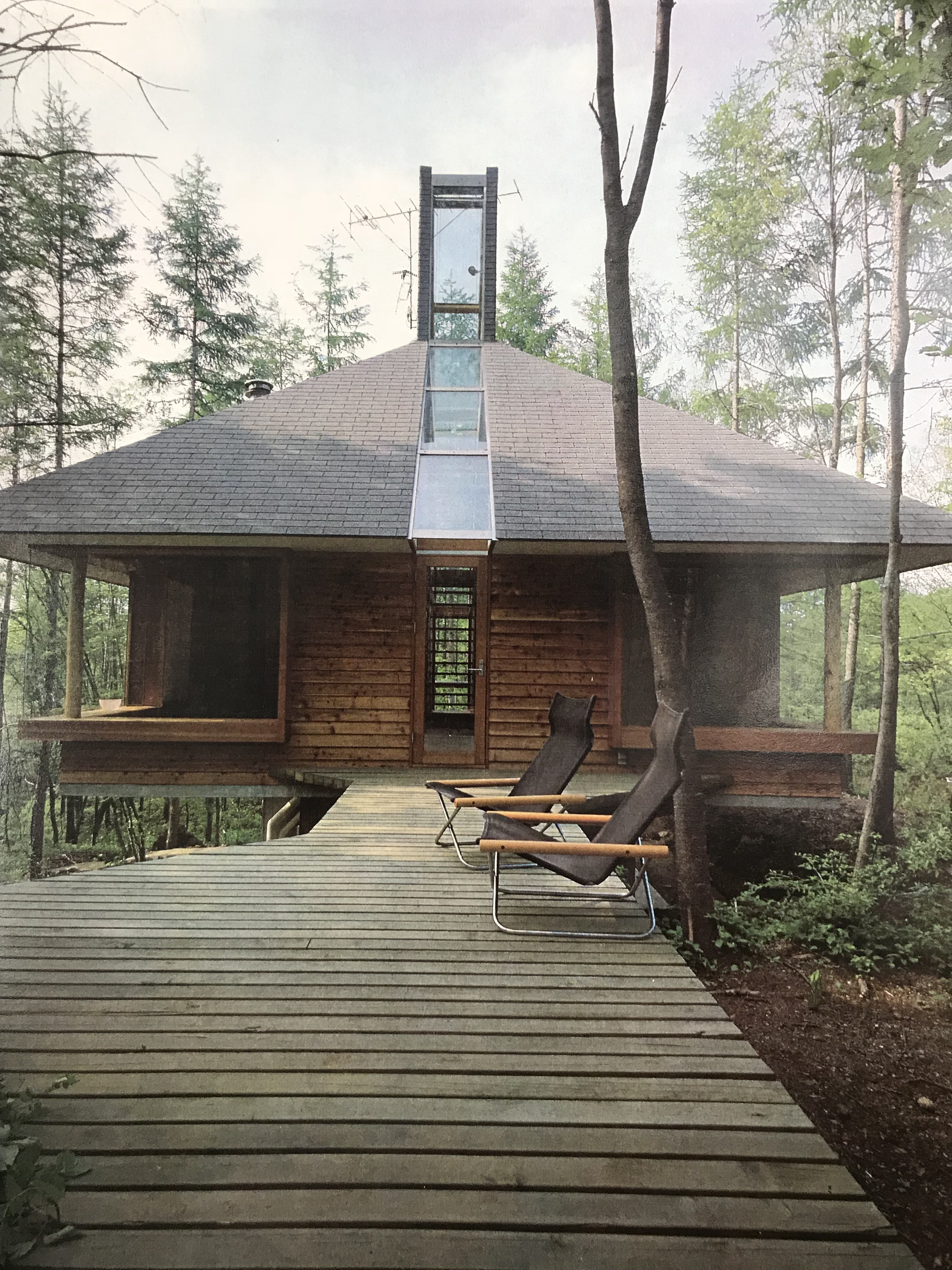
Tsumagoi-Haus

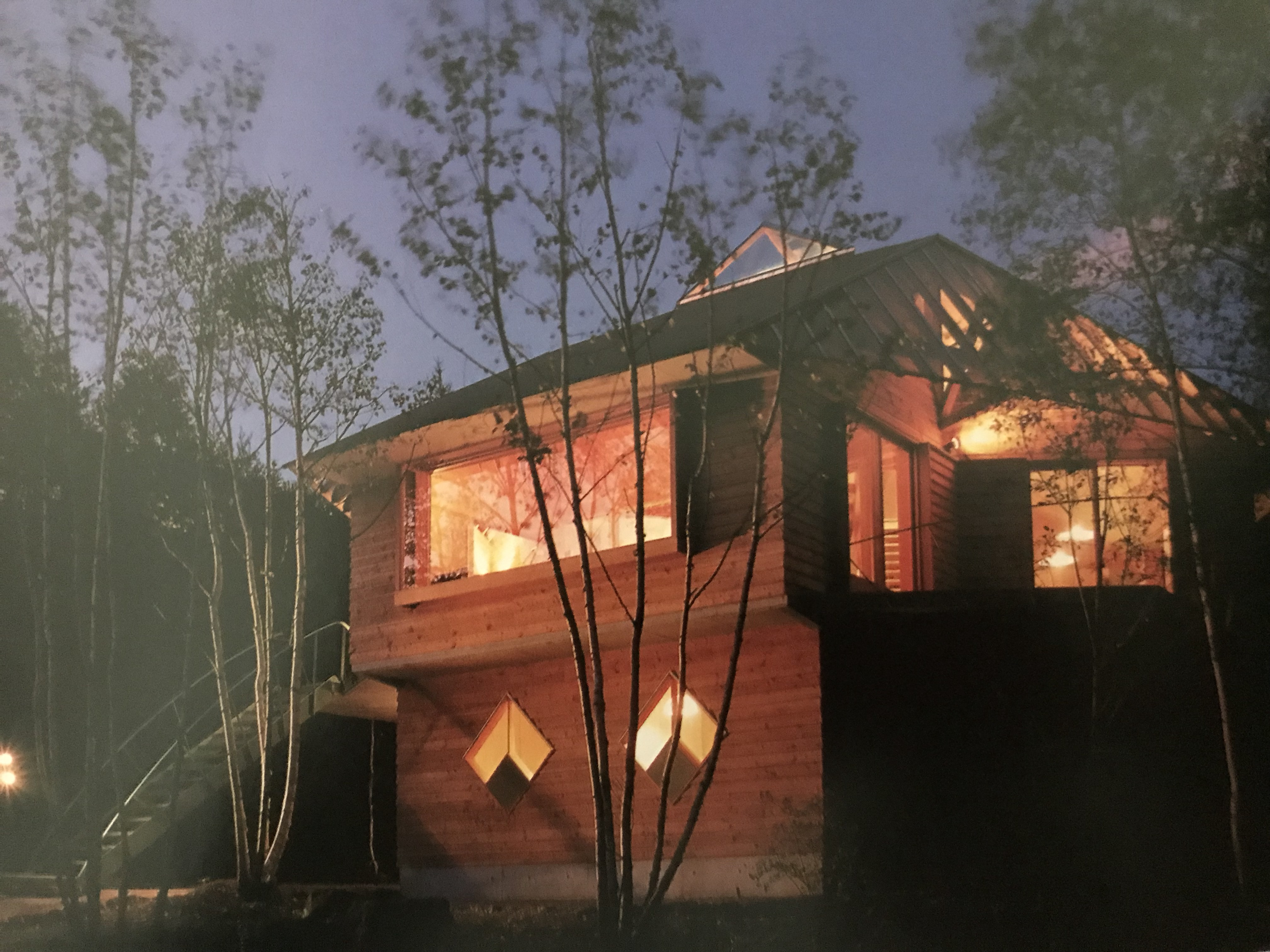
Hexagon in Yatsugatake

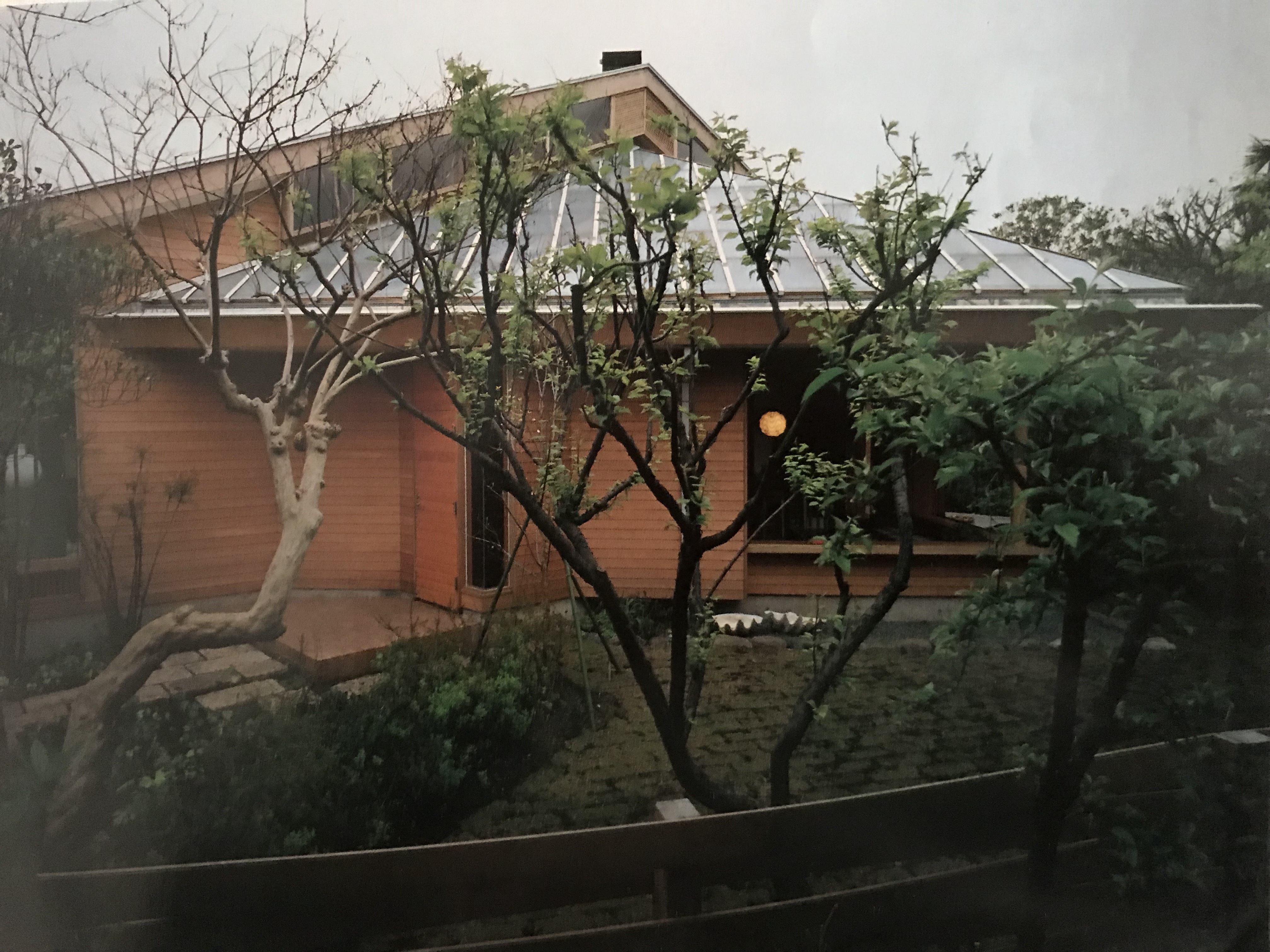
Haus in Zaimokuza, mit Akira Yamada

Die Japanerin Hatsue Yamada (japanisch 山田初江 Yamada Hatsue, geboren am 3. März 1930 in Ōta) ist eine Architektin. Sie war Teil eines gemeinsamen Büros mit den Architektinnen Masako Hayashi und Nobuko Nakahara und gehört zu den Pionierinnen ihres Berufszweiges in Japan.

## Leben und Werk
Hatsue Yamadas Jugendzeit fiel in die Zeit des Zweiten Weltkriegs. Auf Vorschlag ihres Vaters besuchte sie bis 1951 das Japan Women’s College. Sie war im neuen Department of Life and Arts eingeschrieben, ohne dass sie sich für einen Studienzweig entschieden hatte. Auf Grund der schlechten allgemeinen Versorgungslage war sie unterernährt und in der Folge im Unterricht müde. Sie lenkte sich durch das Zeichnen ab und konnte so wach bleiben. Dabei entwickelte sie den Wunsch, Design zu vertiefen. Nach ihrem Abschluss an der Japanischen Frauenuniversität 1954 arbeitete sie drei Jahre im „Azusa Design Office“ in Ginza. Sie entwarf Einrichtungen für Bürogebäude der Taishō Marin Insurance Co, Nihon Fire Insurance Co und Japan Airlines und bildete sich unabhängig davon im Bereich Design eigenständig weiter. 1958 gründete sie mit Masako Hayashi und Nobuko Nakahara ein eigenes Büro.
Zu den herausragenden, Yamada zugeschriebenen Werken gehört das zweistöckige Haus in Kamakura. Sie schuf mit ihren Holzkonstruktionen Bezüge zum traditionellen japanischen Haus und integrierte Tatami-Matten sowie Schiebetüren, realisierte jedoch modernen Raumformen und Raumproportionen.
Zwischen 1974 und 1988 war sie Dozentin am Ferris Junior College, 1983 bis 1995 Lehrbeauftragte an der Japanischen Frauenuniversität, 1987 Lehrbeauftragte an der Shōwa-Frauenuniversität, Fachbereich „Leben und Ästhetik, Wohnen“ sowie 1991 bis 2000 Dozentin an der Shōwa-Frauenuniversität, Fachbereich „Leben und Ästhetik, Residenz“.
Nach dem Tod von Masako Hayashi wurde das gemeinsamen Büros aufgelöst und Yamada orientierte sich neu. Sie begann zu schreiben und übernahm Arbeiten für Regierungsbehörden. Sie lehrte an der Shōwa-Universität in Tokio. 2003 veröffentlichte sie das Buch „Die Wissenschaft vom Lebensraum der Familie. Denken mit dem Körper-Geist“. Für die Stadt Kamakura betreute sie städtebauliche Planungen unter Beteiligung der Bevölkerung. Sie veröffentlichte das Buch „The ABC of Kamakura City“.
Sie gehörte der Architektinnenvereinigung PODOKO an.

### Werke (Auswahl)
- 1959 Haus mit Atrium, abgefedertem Boden und Oberlicht – 山田初江先生設計「吹き抜けのある家」[7]
- 1959 House at Hayamiya, 1969 erweitert und 2003 renoviert[8]
- vor 1962 Zweistöckiges japanisches Wohnhaus[9]
- vor 1973 The In Residence[10]
- 1979 Haus in Zaimokuza – 材木座の家[11]
- 1986 Tsumagoi-Haus – 嬬恋居
- 1989 Haus in Soga – 蘇我の家
- 1992 Hexagon in Yatsugatake – 八ヶ岳のヘキサゴン[12]
- 1994 Haus der drei Schwestern und ihrer Ehegatten – 3姉妹夫婦の家[13]